# Live at Brixton ’87
A Live at Brixton '87 album a brit Motörhead zenekar 1987-ben rögzített, de csak 1994-ben kiadott, élő felvételeket tartalmazó nagylemeze. A zenekar eredetileg ezt az 1987 decemberében a Brixton Academy épületében tartott koncertet szánta a No Sleep at All (1988) albumra, de végül egy másik koncert hanganyaga került akkor kiadásra.

## Az album dalai
1. "Dr. Rock" [Live] – 3:11
2. "Stay Clean" [Live] – 2:38
3. "Traitor" [Live] – 2:49
4. "Metropolis" [Live] – 3:14
5. "Dogs" [Live] – 3:38
6. "Ace of Spades" [Live] – 3:08
7. "Stone Deaf in the USA" [Live] – 3:30
8. "Eat the Rich" [Live] – 4:50
9. "Built for Speed" [Live] – 4:44
10. "Rock 'n' Roll" [Live] – 3:56
11. "Deaf Forever" [Live] – 4:37
12. "Just 'Cos You Got the Power" [Live] – 8:24

## Közreműködők
- Ian 'Lemmy' Kilmister – basszusgitár, ének
- Phil Campbell – gitár, háttérvokál
- Mike 'Würzel' Burston – gitár, háttérvokál
- Phil 'Philthy Animal' Taylor – dobok